# Lotta integrata (beni culturali)
La lotta integrata dei parassiti nei musei, nelle biblioteche, negli archivi e nelle collezioni private è la pratica di monitoraggio e gestione delle informazioni sui parassiti e sull'ambiente con metodi di controllo per prevenire danni da parassiti alle collezioni e ai beni culturali. La conservazione di questi ultimi è l’obiettivo finale di queste istituzioni. I parassiti si presentano in molte forme diverse: insetti, acari, roditori, pipistrelli, uccelli e funghi, dove i due tipi più comuni sono questi ultimi. È ampiamente raccomandato che ogni museo disponga di una qualche forma di controllo dei parassiti e di un sistema di monitoraggio per proteggere la propria collezione e che i musei rivedano i propri depositi e le strutture museali per determinare come controllare e prevenire al meglio le infestazioni di parassiti utilizzando un piano di lotta integrata.

## Componenti per la lotta integrata dei parassiti
La gestione integrata dei parassiti per la protezione dei beni culturali nei musei è una sotto-specializzazione della Gestione Integrata dei Parassiti (dall'inglese Integrated Pest Management o IPM) che si concentra specificamente sull'applicazione nei musei e nelle istituzioni culturali. La differenza principale tra IPM e Museum IPM è che nel contesto di un museo, l'attenzione principale è posta sulla protezione delle collezioni dai parassiti.
La lotta integrata è un approccio "olistico" al controllo dei parassiti che cerca di capire da cosa sono attratti, le loro abitudini e i cicli di vita. Parte di questo programma consiste nell'identificare quali tipi di parassiti si trovano nell'edificio, stabilire gli obiettivi a breve e lungo termine del museo per il programma IPM e creare un consenso tra il personale. Il museo dovrebbe “consultare esperti, se necessario, e scegliere i metodi di controllo più appropriati e sicuri per l’eradicazione” dei parassiti. È importante non farsi prendere dal panico e non prendere decisioni affrettate se vengono scoperti alcuni parassiti. Un museo dovrebbe essere attento e pianificare i propri passi prima di intraprendere qualsiasi azione.
La lotta integrata dei parassiti richiede che il museo dedichi tempo ed energie per l'implementazione e il monitoraggio dei progressi del proprio programma. Un programma IPM “richiederà lo sforzo coordinato di tutti i membri del personale per essere implementato correttamente e potrebbe inizialmente essere più costoso della tradizionale gestione dei parassiti”.

### Implementazione
L’attuazione della lotta integrata dei parassiti dovrebbe essere effettuata per fasi. Per iniziare, un museo dovrebbe rivedere una planimetria dell’edificio e determinare tutte le “porte, finestre, fonti di acqua e calore e scarichi”, così come tutti i mobili e altri oggetti all’interno. Il museo può posizionare trappole numerate e datate in tutto l'edificio utilizzando la planimetria come guida per le potenziali aree problematiche. La posizione delle trappole deve essere documentata e segnata sulla planimetria. Una volta posizionate le trappole, è necessario monitorarle. Dovrebbero essere fatte note dettagliate sui ritrovamenti nelle trappole, su quali parassiti sono stati intrappolati, come accedono al museo e cosa cercano. Dopo i primi mesi, il posizionamento della trappola dovrebbe essere perfezionato per garantire il miglior risultato.

### Isolamento e quarantena di eventuali beni culturali infestati
Prima che nuovi oggetti entrino nell'area di stoccaggio della collezione, il contenuto deve essere ispezionato per eventuali segni di attività di insetti. Se un oggetto viene trovato, o anche solo ritenuto infestato, deve essere immediatamente isolato e messo in quarantena. Il museo dovrebbe poi cercare di identificare il parassita e determinare che tipo di danno può causare. Gli oggetti infestati devono essere collocati in sacchetti di plastica sigillati prima di essere spostati nell'area della collezione. È importante proteggere l'oggetto e assicurarsi che altre uova o larve non cadano per evitare che possano diffondere l'infestazione. Anche gli altri oggetti che si trovano attorno all'oggetto in quarantena dovrebbero essere esaminati per determinare l'entità dell'infestazione.

### Monitoraggio e ispezione
Il museo deve monitorare tutti i propri programmi di gestione dei parassiti per garantire che siano efficaci. Il monitoraggio di routine fornirà informazioni sui punti di ingresso, sulla quantità di insetti, su dove risiedono nell’edificio e di cosa si nutrono. Con queste informazioni, un museo sarà in grado di identificare le aree danneggiate e quali parassiti stanno infestando la struttura. Il personale dovrà prestare attenzione nel posizionamento di tali trappole per garantire che non entrino in contatto con gli oggetti della collezione. Quando le trappole vengono posizionate in una nuova posizione nell'edificio, devono essere controllate entro le prime 48 ore. Ciò aiuterà a confermare dove si trovano le aree problematiche e se è necessario apportare modifiche alle posizioni delle trappole. Il passo successivo dovrebbe essere quello delle ispezioni settimanali e poi mensili. Una volta identificati i parassiti e confermata la posizione migliore, le trappole dovrebbero essere cambiate ogni due mesi, o prima se sono piene o hanno perso la loro viscosità.
Quando il personale effettua il monitoraggio degli insetti, il membro del personale "dovrebbe utilizzare una torcia potente durante le ispezioni, cercando adulti vivi e larve e la presenza di involucri o feci di larve sparse". È importante che il personale del museo riveda continuamente tutti i componenti del programma di gestione dei parassiti e determini se sono necessari aggiustamenti.

### Identificazione e documentazione
Una componente chiave nella lotta integrata dei parassiti per i musei è la capacità di identificare i parassiti che causano problemi in modo che il personale del museo possa stabilire un piano di attacco per rimuoverli dall’edificio. Le trappole possono essere utilizzate per identificare i parassiti, l'entità dell'infestazione e determinare la fonte dell'infestazione. Tutte le informazioni di identificazione degli organismi nocivi dovrebbero essere documentate per tenere traccia degli organismi nocivi, dei punti di ingresso e dei potenziali danni che potrebbero causare. Avere queste “registrazioni dei risultati delle ispezioni aiuterà a identificare i fattori di rischio stagionali e le aree con un'alta frequenza di problemi”. Il museo dovrebbe rivedere i dati e chiedersi “possiamo semplicemente rimuovere il parassita? sono presenti le uova? qual è l’approccio meno dannoso al trattamento?”. Una volta che un museo ha queste informazioni scritte e confermate da tutti i soggetti coinvolti nel programma, è possibile pianificare e implementare una strategia di trattamento.

### Azione del trattamento
- Trappole: sono una parte importante della lotta integrata dei parassiti e sono disponibili in diverse forme, dimensioni e odori. Aiuteranno a identificare il problema dei parassiti nei musei e dovrebbero essere periodicamente svuotate poiché i parassiti morti attireranno e costituiranno cibo per altri parassiti[11]. Prima di eseguire qualsiasi azione terapeutica, è importante consultare il curatore, il conservatore, e rivedere tutta la storia dell'oggetto interessato.

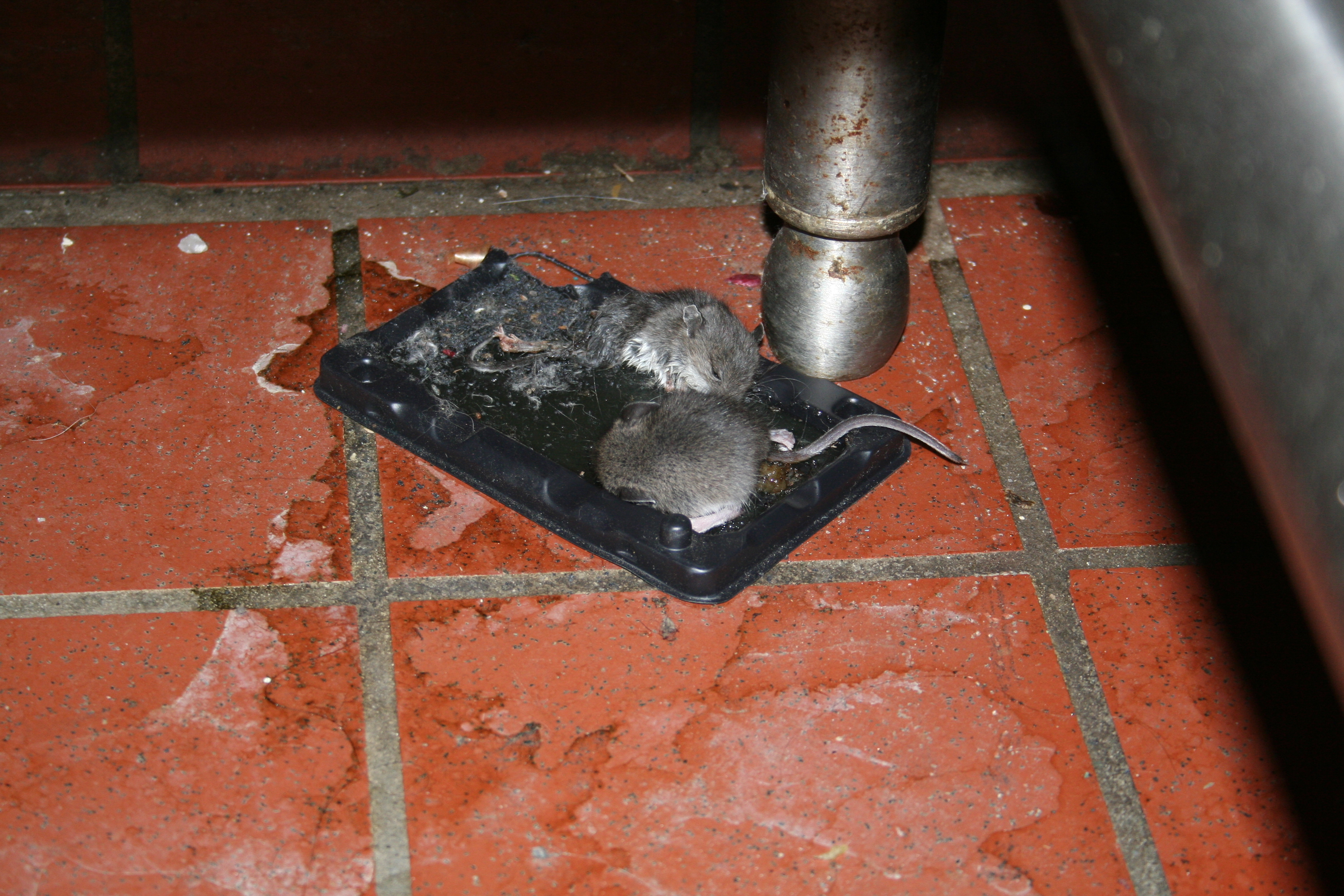
Topi in una trappola adesiva

- Trappole adesive: possono consistere anche in pannelli collanti. Queste trappole dovrebbero essere posizionate in aree ad alto rischio e forniranno al personale del museo informazioni dettagliate sui parassiti che infestano l'edificio e "possono essere utilizzate per fornire informazioni sui parassiti, un'indicazione del loro numero e dei cicli stagionali e dove si radunano, (il posto migliore in cui si trovano queste trappole) negli angoli, vicino a porte, prese d'aria, caminetti e altri potenziali punti di ingresso per gli insetti”[1] Le trappole adesive dovrebbero essere ispezionate settimanalmente e tutti i risultati dovrebbero essere chiaramente segnalati.

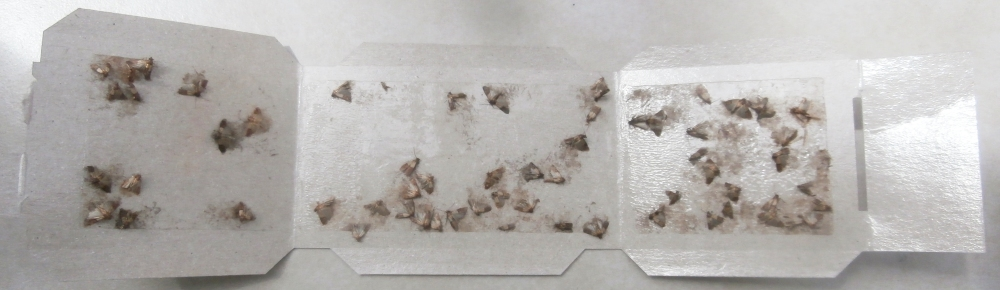
Trappola a feromoni aperta

- Trappole a feromoni: le trappole a feromoni hanno profumi naturali che attirano un gruppo di parassiti bersaglio. Queste trappole possono fungere da efficace sistema di allarme e in genere vengono anche utilizzate con/come trappole adesive[7].

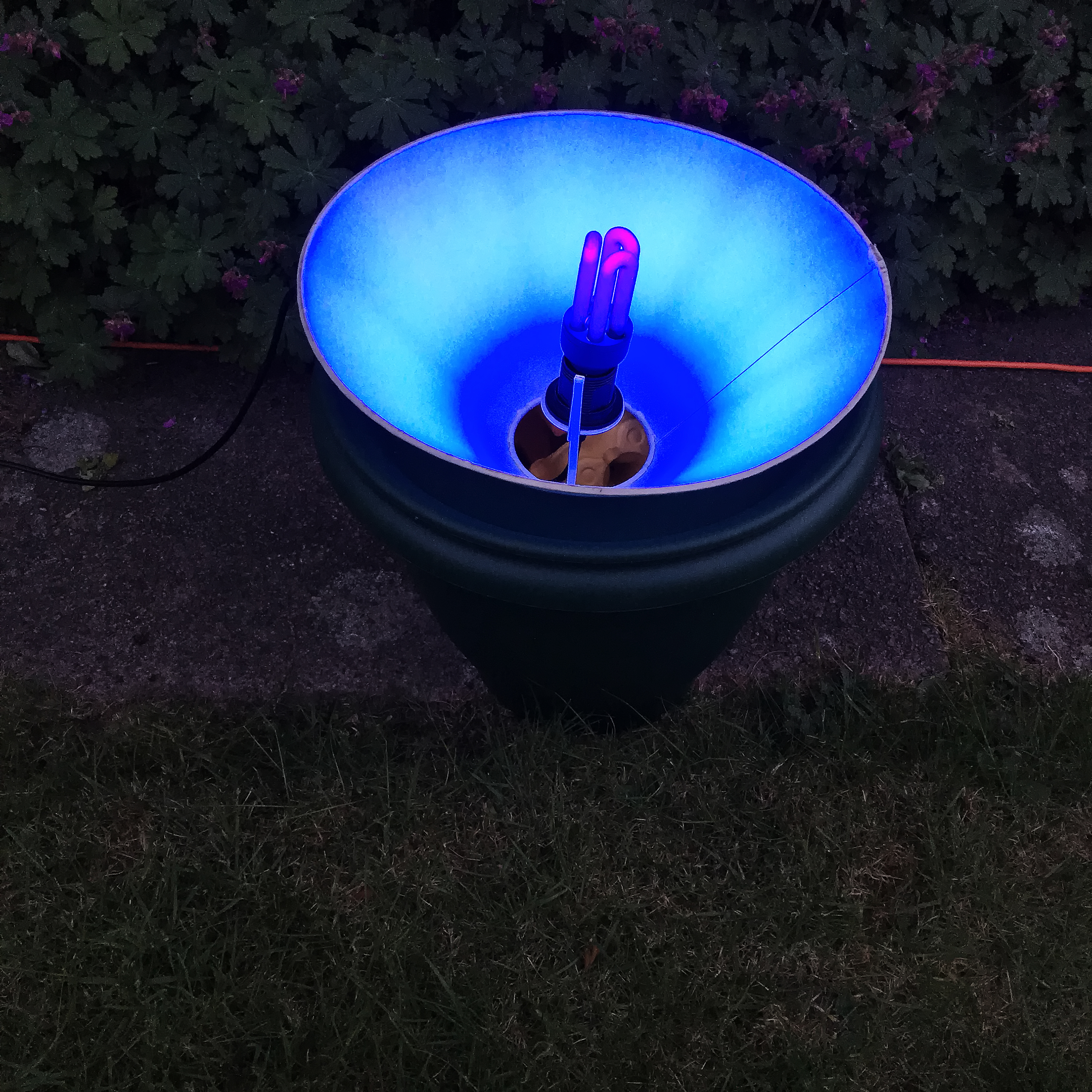
Trappola luminosa per falene

- Trappole luminose: le trappole luminose emettono luce ultravioletta per attirare tarme e mosche. La maggior parte degli insetti sono attratti dalla luce, ma queste trappole non dovrebbero essere usate da sole[10]. Altre trappole, solitamente trappole adesive, dovrebbero essere installate vicino alle trappole luminose per incoraggiare e intrappolare più parassiti.
- Controllo chimico dei parassiti nei musei: i pesticidi dovrebbero essere usati solo come ultima risorsa poiché “i pesticidi utilizzati nel controllo dei parassiti nei musei sono generalmente alcuni degli stessi prodotti utilizzati per il controllo domestico o altri parassiti strutturali”[11][12]. Queste sostanze chimiche possono essere dannose per la salute del personale e di chiunque altro visiti l'edificio. Le sostanze chimiche “possono causare sintomi acuti come nausea, vomito e difficoltà respiratorie”[7]. I prodotti chimici possono anche causare danni alla collezione del museo come corrosione dei metalli, deterioramento delle proteine (pelliccia, piume, pelle e lana), deterioramento della carta, irrigidimento/ammorbidimento della plastica e alterazione dei pigmenti[7]. I pesticidi non fanno nulla per prevenire l'infestazione, uccidono i parassiti solo dopo che il danno è già stato fatto. Gli oggetti del museo dovrebbero evitare il trattamento diretto, tuttavia, se l'oggetto richiede pesticidi per rimuovere i parassiti, dovrebbe essere fumigato. Tutta la fumigazione deve essere eseguita da un professionista[11].

## Parassiti comuni negli istituti di proprietà culturale
Esistono molti tipi diversi di parassiti che possono colpire un museo e la sua collezione. Sarà importante per il personale del museo identificare i parassiti, nonché capire come agiranno e di cosa si nutriranno. Gli insetti causeranno danni non solo attraverso le loro abitudini alimentari, ma anche le loro tracce, i tunnel e le abitudini di nidificazione potrebbero causare danni. La maggior parte dei danni si verificherà quando l’insetto è nello stadio di larva – quando avviene la maggior parte dell’alimentazione – anche se alcuni insetti come gli Psocoptera continueranno a danneggiare gli oggetti oltre lo stadio di larva. I roditori possono causare ulteriori danni a causa del maggiore rischio di incendio quando rosicchiano i cavi. Uccelli e pipistrelli possono causare danni indiretti ai materiali culturali e sono più dannosi per le strutture del patrimonio. Oltre ad essere una fonte di disagio nella zona a causa del loro odore irritante e dei rischi per la salute, l'introduzione di detriti è più preoccupante per i materiali culturali poiché non solo sporcano, ma attirano anche altri parassiti, soprattutto insetti. I funghi sono onnipresenti e possono colonizzare materiali organici e inorganici esposti a condizioni ambientali avverse, in particolare alla presenza di sostanze nutritive e umidità.

### Insetti
- Parassiti dei tessuti: esistono due gruppi di parassiti dei tessuti comuni nei musei: Dermestidae e Tineola bisselliella. Questi parassiti mangiano proteine come lana, pelliccia, piume, animali morti e corna[7]. È noto che si insinuano in materiali come contenitori o i cassetti poco utilizzati[11].
- Parassiti del legno: i parassiti del legno più comuni sono i coleotteri xilofagi e gli Isoptera. È noto che questi parassiti attaccano e danneggiano oggetti in legno e spesso non vengono rilevati in superficie mentre si insinuano in esso[7].
- Parassiti dei prodotti immagazzinati: i parassiti più comuni dei prodotti immagazzinati o della dispensa sono il Lasioderma serricorne e lo Stegobium paniceum. È noto che questi parassiti infestano "semi, noci, cereali, spezie, frutta secca e verdure", alimenti che molti musei includono, ad esempio nelle mense o nelle aree di ristoro[11].
- Parassiti legati all’umidità: l’umidità può essere dannosa non solo per l’edificio ma anche per gli oggetti della collezione che “potrebbero attrarre un numero di parassiti amanti dell’umidità che possono causare ulteriori danni”[11]. La muffa è dannosa di per sé, ma attira anche parassiti come gli Psocoptera che si nutrono degli oggetti colpiti dalla muffa. È importante che i musei mantengano le proprie strutture e le aree della collezione libere da qualsiasi umidità e si occupino immediatamente di perdite o possibili danni causati dall’acqua.
- Parassiti generali: sono tutti i parassiti domestici che entrano in un edificio attraverso finestre, porte, fessure e qualsiasi altro ingresso al museo. Questi parassiti includono scarafaggi, roditori, pesciolini d'argento e formiche e causeranno danni al museo e ai suoi oggetti. Il danno più comune si verifica nei comportamenti di nidificazione e alimentazione[7].

### Roditori
Diventa evidente quando un museo ha un'infestazione di roditori poiché i parassiti lasciano escrementi e segni di rosicchiamento. I roditori si riprodurranno rapidamente e inizieranno a triturare e nidificare negli oggetti con cui entrano in contatto. È importante notare che i roditori “non discriminano tra oggetti di valore, imballaggi o rifiuti”. È importante non usare mai esche per roditori, perché “i roditori avvelenati spesso strisciano via e muoiono in zone irraggiungibili come tra i muri e sotto i mobili, e le loro carcasse forniscono cibo ad altri parassiti”. Le trappole dovrebbero essere utilizzate per rimuovere i roditori dal museo in un modo più umano che impedirà ai roditori di attirare più parassiti o causare problemi più grandi.

### Uccelli
Gli uccelli possono causare danni all’esterno del museo quando si appollaiano o nidificano su “davanzali, registri e altri elementi architettonici”. Gli escrementi di uccelli possono causare macchie e danni all'edificio e ai tessuti ad esso collegati. Il personale del museo dovrà inoltre prestare attenzione quando si trova in prossimità di uccelli e oggetti infestati da uccelli poiché possono “rappresentare un pericolo per la salute umana... poiché trasportano parassiti e malattie”. Gli escrementi di uccelli possono anche essere rintracciati nel museo e nello spazio della collezione e, lavorando per rimuovere gli uccelli dagli ingressi, è possibile controllare il tracciamento degli escrementi.

### Pipistrelli
I pipistrelli possono causare danni e sporcare oggetti con i loro escrementi.

### Funghi
In presenza di nutrienti e in condizioni climatiche sfavorevoli come eccessiva umidità, le muffe possono colonizzare sia superfici organiche che inorganiche. Le muffe sono generalmente funghi conidi poiché crescono sulla superficie degli oggetti trasportati dall'aria iniziati. Questi conidi sono tipicamente dotati di grandi spore disperse nell'aria (granelli di polline, fibre tessili, cellule della pelle, amido, cereali, particelle inorganiche) e possono depositarsi sulla superficie di un oggetto. I funghi espellono prodotti metabolici (enzimi, glicerolo, biofilm, acidi organici e pigmenti) che potrebbero causare danni ai loro substrati. Ad esempio, oggetti come ceramiche e pietre potrebbero essere corrosi o incisi dai sottoprodotti degli acidi organici della germinazione dei funghi, come l'acido citrico, ossalico, succinico, glutammico, fumarico, malico e acetico.
I materiali organici più vulnerabili sono la carta e la pergamena, che sono comuni portatori di informazioni preziose. Muffe e funghi se ne nutrono perché sono cellulosici, proteici e contengono componenti grassi. Sono relativamente morbidi, completamente digeriti e permeabili dal punto di vista cellulare. Inoltre, il danno risultante è sfigurante a causa di queste qualità. L'attività fungina sulla carta, ad esempio, o il contatto con il supporto, provoca uno scolorimento noto come macchie di volpe. Potrebbero essere conidi colorati o altri componenti fungini impigliati nelle fibre della carta, come ife e sclerozi.

## Parassiti comuni dei musei
| Nome latino                   |
| ----------------------------- |
| Periplaneta americana         |
| Ptino tetto                   |
| Attagenus unicolor            |
| Dermeste ater                 |
| Rattus rattus                 |
| Ordine Psocoptera             |
| Supella longipalpa            |
| Hofmannophila pseudospretella |
| Halyomorpha halys             |
| Rattus norvegicus             |
| Tinea pellionella             |
| Lasioderma serricorne         |
| Anobium puntato               |
| Xestobium rufovillosum        |
| Stegobium panicoum            |
| Termobia domestica            |
| Antrenus flavipes             |
| Blattella germanica           |
| Harmonia axyridis             |
| Dermestes maculatus           |
| Mus domesticus                |
| Passante domestico            |
| Dermestes lardarius           |
| Famiglia Latridiidae          |
| Thylodrias contractus         |
| Hylotrupes bajulus            |
| Blatta orientalis             |
| Colomba Livia                 |
| Sottofamiglia Lyctinae        |
| Lepisma saccarina             |
| Ordine Collemboli             |
| Antrenus verbasci             |
| Attagenus smirnovi            |
| Microtus spp.                 |
| Trogoderma variabile          |
| Tineola bisselliella          |
| Leptoglossus occidentalis     |
| Endrosis sarcitrella          |
| Dysdera crocata               |

## Sporca Dozzina
La "Sporca Dozzina" sono i principali parassiti all'interno di un museo e un programma IPM deve tenere conto di tutti questi animali dannosi.
| Nome latino                       | Descrizione | Immagine              |
| --------------------------------- | --- | --------------------- |
| Attagenus unicolor                | Lo scarabeo dei tappeti neri è simile al comune scarabeo dei tappeti. Questo tipo di coleottero attacca prodotti di origine animale come piume, pellicce, cuoio, seta, ossa e pellami ed è noto che si nasconde lungo i mobili. | Attagenus unicolor    |
| Liposcelis sp.                    | Gli psocidi o i pidocchi infestano oggetti umidi e/o ammuffiti. I pidocchi dei libri si nutrono della muffa che si trova su “piante essiccate, collezioni di insetti, manoscritti, scatole di cartone”, e della carta e delle colle amidacee presenti nei libri. | Psocoptera            |
| Tinea pellionella (Linnaeus)      | La tarma dei vestiti ha macchie scure sfocate sulle ali. Queste falene evitano la luce preferiscono le aree buie, come magazzini e armadi, e "tendono a vivere negli angoli o nelle pieghe del tessuto", feltro e piume. | Tinea pellionella     |
| Lasioderma serricorne (Fabricius) | Lo scarabeo delle sigarette è un parassita dei prodotti immagazzinati e prende il nome dal tabacco in cui vive. Gli scarafaggi sono attratti dalle piante essiccate e dai libri della collezione. | Lasioderma serricorne |
| Stegobium panicoeum (Linnaeus)    | Lo scarabeo della farmacia si nutre di libri e prodotti di carta all'interno della collezione del museo, tra cui una varietà di cibi e spezie. | Stegobium paniceum    |
| Anobium punctatum (DeGeer)        | I coleotteri dei mobili sono simili ai comuni coleotteri dei tappeti e possono essere facilmente confusi l'uno con l'altro. Mangiano una serie di materiali comuni trovati in un museo, tra cui guscio di tartaruga, pelliccia, piume, seta, corna, lana e mobili. | Anobium punctatum     |
| Blattella germanica (Linnaeus)    | Lo scarafaggio tedesco può causare danni agli oggetti della collezione di un museo “sputando un fluido marrone chiamato attar…(questo)… può rimanere incastrato sui manufatti ed è molto difficile liberarsene”. È importante identificare se l'infestazione include giovani scarafaggi poiché ciò significa che si ha una nidificazione. Se questi parassiti hanno ali e zampe, potrebbe essere un segno che sono presenti anche dei topi. Se questo è il caso, non si dovrebbe usare un'esca per roditori per affrontare i topi, poiché gli scarafaggi sono attratti da essa; è “pieno di anticoagulanti, che non ha alcun effetto sugli insetti…(e)… non farà altro che aggravare la situazione degli scarafaggi”. | Blattella germanica   |
| Dermestes lardarius (Linnaeus)    | I coleotteri della dispensa sono insetti alati con grossi peli gialli e solitamente presentano macchie scure lungo il dorso. È noto che depongono le uova su altri insetti morti, quindi le larve si nutrono di essi. È noto che gli scarabei della dispensa danneggiano le pellicce, i pellami e gli oggetti di piume nella collezione del museo. | Dermestes lardarius   |
| Lepisma saccarina (Linnaeus)      | I pesciolini d'argento sono insetti notturni che amano "condizioni fresche e umide". Questi insetti si nutrono dell'amido della carta e della carta da parati, nonché di parti di insetti morti. Mangia l'inchiostro della carta che danneggia e può impedire una facile conservazione. | Lepisma saccarina     |
| Anthrenus verbasci (Linnaeus)     | I vari coleotteri dei tappeti sono spazzini attivi. Danneggiano tappeti e prodotti animali come piume, pellicce, cuoio, seta, ossa. È noto che lo scarabeo dei tappeti vive lungo i battiscopa e dietro i mobili. |                       |
| Trogoderma variabile (Palloncino) | Lo scarabeo da magazzino è vivace e cresce rapidamente. Questi coleotteri possono essere trovati negli alimenti conservati e sono attratti dalle collezioni di piante e insetti in un museo. Può essere trovato al buio, nei magazzini o nelle fessure dell'edificio. |                       |
| Tineola bisselliella (Hummel)     | Le tarme dei vestiti sono considerate il “problema più grande nei musei di tutto il mondo… soprattutto a causa dei piccioni”. Le falene si nutrono di piume, lana, peli, pelliccia e proteine animali. Le piume dei piccioni e i loro nidi sul tetto di un museo possono attirare le tarme. Una singola falena femmina può deporre centinaia di uova e causare rapidamente un'infestazione. | Tineola bisselliella  |

## Prevenzione dei parassiti
Ci sono una serie di misure che un museo può mettere in atto per aiutare a prevenire i parassiti all’interno dei propri edifici. È importante ispezionare qualsiasi articolo in arrivo nell'area di stoccaggio, come nuove adesioni o prestiti. I musei dovrebbero mantenere una buona pulizia e limitare il cibo al loro interno per aiutare a prevenire in primo luogo i parassiti. È importante che il museo mantenga stabili gli ambienti delle gallerie espositive e le aree di deposito delle collezioni, con umidità e temperatura basse e controllate.
Un museo può anche installare protezioni e guarnizioni sulle porte esterne, zanzariere su tutti gli scarichi e le finestre, sigillando anche tutte le crepe nell'edificio. I musei possono rendere le loro strutture meno attraenti per i parassiti rimuovendo tutte le piante che crescono vicino all’edificio, pulendo le grondaie, utilizzando l’illuminazione a vapori di sodio, riducendo al minimo la polvere, aspirando i pavimenti ed eliminando il disordine.

### Vie di ingresso
L'ubicazione dell'edificio dovrebbe essere presa in considerazione poiché ogni "edificio ha il proprio ecosistema basato sulla sua posizione e su altri fattori storici". È importante proteggere l'esterno dell'edificio. Tutte le crepe e i buchi nelle fondamenta devono essere sigillati e riparati. Tutti i contenitori dei rifiuti esterni dovrebbero essere posizionati lontano dall'edificio e le piante dovrebbero essere ad almeno un piede di distanza da esso. Avere l'erba che cresce contro l'edificio fornisce agli insetti un altro modo per entrare nell'edificio e un posto dove nascondersi e scavare un tunnel sotto le fondamenta.

#### Finestre
Tutte le finestre dovrebbero essere sigillate ermeticamente. È possibile posizionare delle guarnizioni attorno alle finestre per garantire che la finestra sia sigillata ermeticamente.

#### Porte
Tutte le porte devono essere controllate che siano saldamente sui cardini e che le spazzatrici siano installate. Le spazzatrici sono molto efficaci contro i parassiti, in particolare i roditori. Avere trappole adesive posizionate attorno ai lati delle porte può prevenire i parassiti e monitorare quali tipi possono entrare nel museo.

### Condizioni di conservazione
Le aree di stoccaggio per la collezione sono particolarmente a rischio di parassiti in quanto possono essere spazi più bui e stretti che spesso rimangono indisturbati per lunghi periodi di tempo. Se questi spazi ristretti vengono lasciati indisturbati e non monitorati per mesi o anni alla volta, forniranno un'atmosfera in cui i parassiti possono nidificare in grandi quantità. Tutte le aree della collezione dovrebbero essere completamente pulite almeno due volte l'anno con ispezioni regolari una volta al mese.

### Fonti d'acqua
Gli insetti e altri parassiti sono attratti dall'acqua e dalle aree umide. Le fonti d'acqua comuni all'interno dell'edificio sono le tubature dell'acqua che si trovano in tutto l'edificio per servizi igienici, cucine, fontanelle, armadi e apparecchiature di climatizzazione. L'acqua può essere trovata anche sul tetto o nel seminterrato. Se sono presenti tubi o scarichi inutilizzati, devono essere schermati o sigillati per non ospitare parassiti.

### Luci

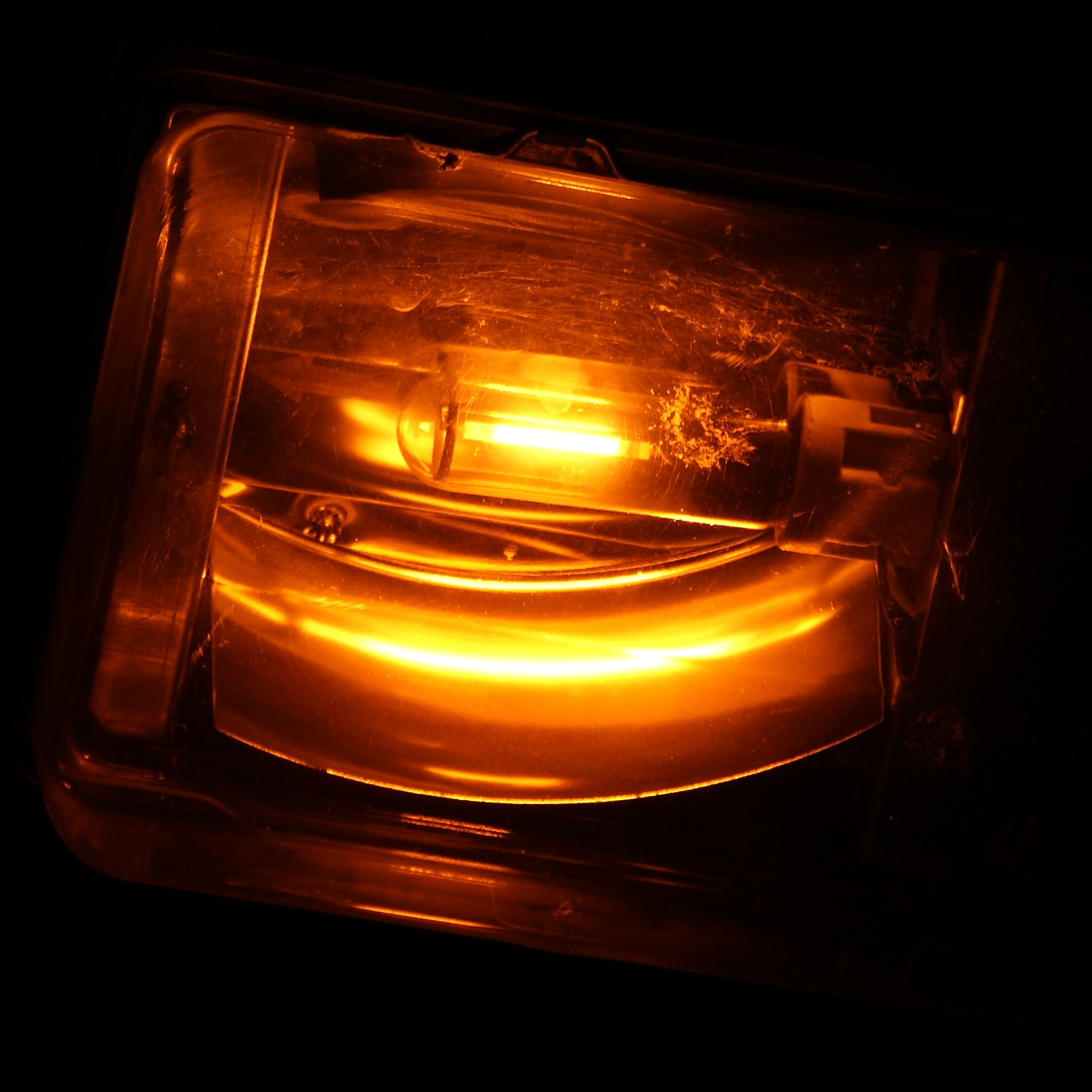
Una lampada ai vapori di sodio ad alta pressione.

È importante ridurre l’attrattiva dell’edificio per i parassiti e uno dei modi per raggiungere questo obiettivo è attraverso l’illuminazione. Un museo dovrebbe utilizzare schermi leggeri, tende e tenere le finestre chiuse per ridurre al minimo l’attrattiva dell’ingresso nell’edificio. Qualsiasi “illuminazione fissata all’edificio dovrebbe essere realizzata con vapori di sodio e non mercurio” e dovrebbe avere una tinta giallastra. Il vapore di sodio respinge gli insetti e l'installazione di queste luci all'esterno dell'edificio può aiutare a ridurre i parassiti.

### Pulizie
Uno degli aspetti più importanti per prevenire i parassiti è avere buone capacità di pulizia. L’edificio dovrebbe essere regolarmente aspirato, lavato e spolverato e i residui di cibo dovrebbero essere rimossi. Quando si passa l'aspirapolvere nel museo, è necessario utilizzare lo strumento per bordi attorno ai mobili e ai battiscopa poiché i parassiti tendono a nascondersi in questi luoghi. L'area di stoccaggio della collezione deve essere mantenuta pulita e priva di disordine. Ogni sei mesi l'intera area di stoccaggio della collezione dovrebbe essere pulita e ogni mese dovrebbe essere condotta un'ispezione visiva in tutto lo spazio.

### Temperatura e umidità
I parassiti possono essere controllati e la crescita addirittura rallentata quando l'umidità e la temperatura sono controllate. L'umidità dovrebbe essere mantenuta al di sotto del 50%. In alcuni casi l'infestazione da parassiti può essere direttamente correlata all'umidità e alla temperatura all'interno dell'edificio. La temperatura ottimale dovrebbe essere intorno ai 20°C.

### Schermi, mastice e filtri
Il museo può utilizzare schermi, filtri e mastice per impedire l'ingresso di parassiti. Gli schermi dovrebbero essere posizionati sopra le finestre e gli scarichi. I filtri devono essere utilizzati su tutte le prese d'aria e sostituiti regolarmente. Il mastice può essere utilizzato per sigillare crepe e buchi nelle pareti, nei pavimenti e nei tubi rotondi.

### Fonti alimentari
I parassiti possono trovare molte fonti di cibo all'interno di un museo; "I parassiti sono normalmente creature selvatiche ma sono opportunisti e se è disponibile materiale che assomiglia al loro cibo naturale preferito o alla loro nidificazione, si adatteranno prontamente e forse prospereranno. Le fonti alimentari possono variare dal cibo umano, alle piante e ai rifiuti. Il cibo deve essere consumato in un'area riservata e deve essere riposto rapidamente dopo l'uso. Le piante possono presentarsi in molte forme, comprese piante in vaso, fiori recisi e piante morenti. Anche i rifiuti dovrebbero essere raccolti e rimossi dall'edificio quotidianamente.

## Rimozione dei parassiti

### Calore
Trattare un oggetto con il calore è un metodo utilizzato per disinfettare gli oggetti mediante un forno. Quando la temperatura interna raggiunge “55° C per tre ore ucciderà qualsiasi insetto”; tuttavia, questo tipo di calore può danneggiare l'impiallacciatura e la finitura dei campioni, deformare il legname o sciogliere le colle.

### Congelamento
Congelare un oggetto è uno dei modi migliori per disinfettare e distruggere i parassiti. Questo processo dovrebbe essere eseguito in un congelatore controllato che può raggiungere temperature inferiori a 18°C. "Libri, mammiferi, materiali etnografici e collezioni di uccelli sono stati congelati con successo per il controllo degli insetti", sebbene il congelamento non sia sempre l'opzione migliore per alcuni oggetti come certi legni, ossa, lacche, alcune superfici dipinte e pelle. Prima che un oggetto venga congelato per una o due settimane, deve essere avvolto strettamente nella plastica.

### Aspirazione
Aspirare un oggetto infestato può rimuovere i parassiti. È importante assicurarsi che i "materiali non siano fragili o deteriorati" se devono essere aspirati. L'aspirazione dovrebbe rimuovere tutti i parassiti nati, ma alcune uova potrebbero rimanere poiché possono essere microscopiche. Dopo che l'oggetto è stato aspirato, deve essere collocato in un sacchetto di plastica che lo isola. Durante l'isolamento, gli oggetti devono essere monitorati per assicurarsi che non rimangano parassiti sull'oggetto e, una volta completato il ciclo di vita dei parassiti, potrebbe essere necessario ripetere il processo di pulizia.

### Microonde
Scaldare al microonde un oggetto infestato è ancora una tecnica sperimentale, ma è noto che "uccide scarafaggi, pesciolini d'argento e Psocoptera all'interno dei libri. Il libro infestato medio viene scaldato al microonde a temperatura elevata per 20-30 secondi".